# Hugo Dietsche
Hugo Dietsche (n. 31 martie 1963, St. Gallen, Cantonul St. Gallen, Elveția) este un luptător ce a reprezentat Elveția, medaliat olimpic. A participat la 3 ediții ale Jocurilor Olimpice (1984, 1988, 1992) în care a câștigat o medalie de bronz.